# Нири, Шандор
Шандор Нири (венг. Sándor Nyíri; 17 ноября 1854, Секели, Сабольч-Сатмар-Берег, Королевство Венгрия — 5 мая 1911, Вена, Австро-Венгрия) — венгерский политический, военный и государственный деятель, генерал-лейтенант, министр венгерской народной обороны (министерство гонведов, 1903—1905).

## Биография
Образование получил в военном училище в Марбурге и Терезианской академии в Винер-Нойштадте.
Начал военную службу в 1874 году. В 1878 году принял участие в оккупации Австро-Венгрией Боснии и Герцеговины.
С 1881 по 1887 год служил в Генеральном штабе Венгрии, с 1891 — в Объединенном военном министерстве Австро-Венгрии.
С 1896 года — командир Дебреценского полка национальной обороны Королевского венгерского гонведа, с 1899 года — командовал военной академией «Людовика».
С ноября 1903 года по июнь 1905 года был министром венгерской народной обороны (министерство гонведов) в первом правительстве премьера Королевства Венгрия Иштвана Тисы в чине генерал-майора.
На выборах 1905 года избран членом венгерского сейма (парламента) от Либеральной партии.
В начале 1906 года — командующий армейским округом Фехервар, королевский комиссар, во время Венгерского кризиса (1905—1906) участвовал в роспуске Венгерской ассамблеи. Позже стал командиром 25-й пехотной дивизии в Вене, с 1910 года до своей смерти командовал венгерскими королевскими телохранителями.